# Llangathen
Llangathen est un village et une communauté du Carmarthenshire, au pays de Galles.
Elle abrite notamment les ruines du château de Dryslwyn. Au recensement de 2011, elle comptait 507 habitants.